# Blindia ferruginea
Blindia ferruginea là một loài rêu trong họ Seligeriaceae. Loài này được (Wilson) Broth. mô tả khoa học đầu tiên năm 1901.